# Ancho internacional

Por convenio, se define como ancho de vía o trocha la distancia entre las caras internas de los dos carriles que configuran la vía, medida a 14 mm por debajo de la superficie de rodadura del carril.

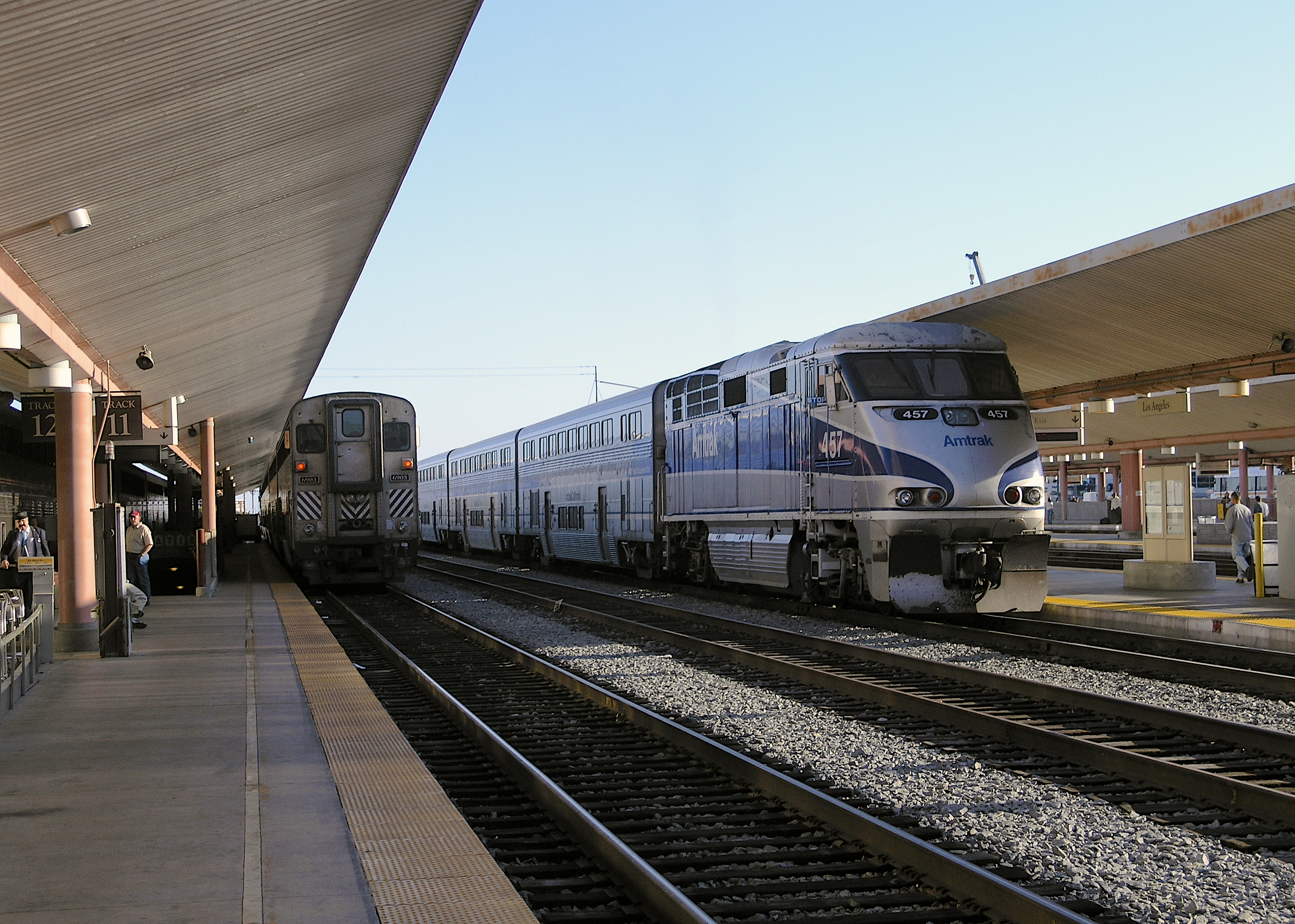
Vías de ancho internacional en Los Ángeles (Estados Unidos).

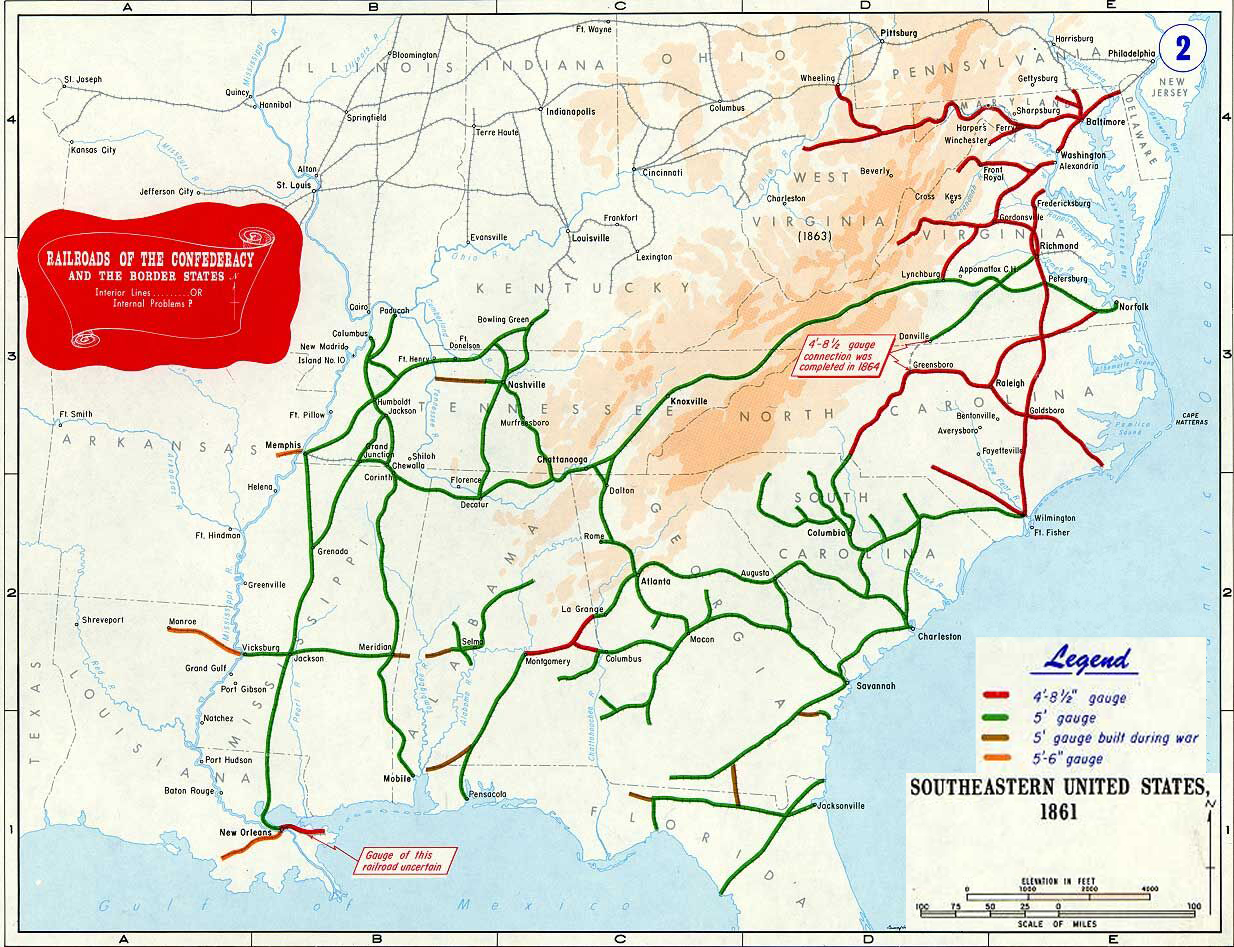
En verde la red con ancho de 1524 mm en el sur de los Estados Unidos (año 1861), previo al cambio de ancho.

Se denomina ancho internacional a aquel ancho de vía que es igual a 1435 mm (4' 81/2"). Fue el adoptado por George Stephenson y es el más extendido en el mundo. Establece la diferencia entre la vía ancha y la vía estrecha.
Este ancho también se denomina ancho de Stephenson, ancho estándar, ancho UIC, ancho uniforme, ancho normal y ancho europeo. Es el ancho de vía más utilizado en todo el mundo, y aproximadamente se utiliza en el 55 % de todas las líneas ferroviarias. La mayoría de las líneas de alta velocidad utilizan vías de ancho internacional, excepto en Rusia, Finlandia, Portugal y Uzbekistán. La distancia entre los bordes interiores de los rieles se define en 1435 mm, excepto en Estados Unidos y en algunas líneas británicas tradicionales, donde todavía se define en el sistema anglosajón de unidades como exactamente «cuatro pies y ocho pulgadas y media» (0,1 mm más grande que el estándar métrico).

## Historia

### El ancho de Stephenson
En el siglo XIX, en el mundo en general y concretamente en las minas de carbón de Inglaterra, la separación habitual entre las ruedas de las vagonetas oscilaba entre 1,40 y 1,50 m. En esas minas se arrastraron por primera vez vagonetas tiradas por caballos sobre raíles y fue donde, posteriormente, Richard Trevithick introdujo la fuerza del vapor, inventando el ferrocarril.
De esta manera, cuando George Stephenson desarrolló la primera línea de ferrocarril del mundo entre Stockton y Darlington, utilizó el ancho de vía empleado en la mina en la que estaba trabajando como ingeniero (Killingworth), que era de 4 pies y 8 pulgadas (1422 mm); si lo hubiese hecho cuando trabajaba en la mina Wylam seguramente su ancho hubiese sido de 1524 mm.
Pero cuando en 1829 el mismo Stephenson inició la construcción de la segunda línea de ferrocarril del mundo, y la primera permanente para viajeros, entre Liverpool y Mánchester, decidió ampliar media pulgada el ancho de vía para, manteniendo la separación entre las ruedas de los coches y vagones, mejorando su circulación en curva. Fue de esta manera como se fijó la dimensión del ancho homónimo que posteriormente se convertiría en estándar internacional: sumando media pulgada al ancho empleado en unas vagonetas mineras que, a su vez, había sido fijado dentro de los estándares habituales de la época (entre 1,4 y 1,5 m), en los que el tamaño de las posaderas equinas había tenido una notable influencia.
Pero todavía habían de pasar algunos años hasta que el «ancho de Stephenson» adquiriera el adjetivo de «internacional». Un primer paso fue el Acta del 18 de agosto de 1846 cuando el Parlamento Británico fijó exactamente en 4 pies y 8½ pulgadas (aproximadamente 1435 mm) el ancho con el que construir las líneas en Inglaterra, Escocia y Gales, poniendo orden a la diversidad de anchos con que había crecido el ferrocarril británico tras la inauguración de la línea Liverpool-Mánchester. Con ello, el ancho de Stephenson se había convertido en ancho nacional (británico), pero fue Suiza quien, como país fronterizo con cuatro países, fue la impulsora de una conferencia internacional para normalizar el ancho de vía. Así, en 1886 en la conferencia de Berna se dio el paso definitivo recomendando el ancho Stephenson como ancho internacional.

### La normalización del ancho en los Estados Unidos (el gran cambio de ancho)
Durante el siglo XIX cada uno de los Estados mantenía una cierta independencia, algo que se notó con especial énfasis en uno de los ámbitos más importantes de la época: la construcción de ferrocarriles. Así, cada Estado, e incluso cada compañía, mantenía un ancho diferente, lo que llevó a que en 1871 hubiese un total de 23 anchos de entre 914 y 1829 mm. Incluso los ciudadanos boicoteaban la unificación, ya que el trasbordo de los trenes en las ciudades limítrofes era un pingüe negocio y fuente de empleo.
Por obvios motivos comerciales había que normalizar el ancho, así que desde el gobierno central se promovió su unificación. Pero cada compañía imitaba a las más cercanas, de tal forma que durante la guerra de Secesión se generalizaron dos: el del Norte (1435 mm, debido a las primeras locomotoras de Robert Stephenson & Cía.) y el del Sur (1524 mm, que después se impuso en Rusia).
En 1863 el presidente Abraham Lincoln decidió que la línea Transcontinental de Union Pacific tuviese el “ancho californiano” de 1524 mm, pero ante las presiones de sus aliados del este y puesto que los estados sureños perdieron la guerra de Secesión, en 1865 decidió que se construyese con el ancho norteño de 1435 mm; la unión ferroviaria entre las dos costas se terminó en 1869 en Promontory (Utah).
Así, en febrero de 1886 se reunieron en el hotel Kimball House de Atlanta los directivos de las diez compañías afectadas y acordaron realizar el cambio de ancho a la vez en la jornada del lunes 31 de mayo de 1886. Los minuciosos preparativos incluyeron el almacenamiento estratégico de todos los materiales y de la intendencia, y la retirada de parte de los tirafondos, por lo que hubo que limitar la velocidad. En cuanto a los coches y vagones, lo que se hizo fue ir cambiando paulatinamente los ejes al nuevo ancho, pero con un anillo especial de 76 mm (3 pulgadas) que mantuviese el mayor ancho anterior hasta el día del cambio, momento en el cual fue retirado. Cada brigada estaba formada por 25 hombres, que debía transformar 13 kilómetros. 
Los trenes de mercancías estuvieron sin circular dos días y los de viajeros solo 36 horas. Decenas de miles de trabajadores (muchos de ellos presos) estrecharon el ancho de más de 20 900 kilómetros durante esas dos jornadas, mientras que otros 2400 kilómetros de ramales y vías secundarias fueron estrechados durante los días previos y siguientes; sin embargo el cambio de ancho de 1800 locomotoras y 40 000 coches y vagones duró algunos meses. Según el Diario de la Asociación de Sociedades de Ingeniería los costes fueron “económicos”.
En realidad el cambio de ese día consistió en mover un carril 76 mm (3 pulgadas), desde los 1524 mm (5 pies) hasta los 1448 mm (4 pies con 9 pulgadas) que era el ancho del limítrofe Ferrocarril de Pensilvania. Sobre ese ancho podían circular, aunque con un gran movimiento de lazo, los trenes, tanto los de ancho 1448 mm como los de 1435 mm (4 pies con 8 pulgadas y media). Después, con la creación de la Southern Railway se fue cambiando el ancho poco a poco hasta los 1435 mm definitivos.
Esta operación tuvo un precedente en julio de 1881, cuando más de tres mil obreros cambiaron los 885 km de la línea East Cairo-Nueva Orleans en un solo día.

## España
Es el utilizado por la red de alta velocidad española, así como en numerosas líneas metropolitanas, como las del Metro Ligero de Madrid, la línea Barcelona - Vallés Occidental de los FGC, los tranvías de Tenerife, Murcia, Zaragoza, Parla, el proyectado tranvía de Jaén y el desaparecido de Vélez-Málaga, como así también en los metros de Sevilla, Málaga y Granada.